# Korimate
Korimate  (in arabo كريمات‎?) è un centro abitato e comune rurale del Marocco situato nella provincia di Essaouira, regione di Marrakech-Safi. Conta una popolazione di 9 897 abitanti (censimento 2014).